# ایزاک پادیلا
ایزاک پادیلا (انگلیسی: Isaac Padilla؛ زادهٔ ۲۳ مارس ۱۹۹۶) بازیکن فوتبال اهل اسپانیا است.
از باشگاه‌هایی که در آن بازی کرده‌است می‌توان به باشگاه فوتبال بارسلونا اشاره کرد.